# Fritz Kalkbrenner
Fritz Kalkbrenner (Berlijn, 1981) is een Duitse zanger, muzikant en muziekproducent. Hij is de jongere broer van Paul Kalkbrenner, met wie hij in 2009 Sky and Sand uitbracht, de titelsong voor de film Berlin Calling.
Sky And Sand was een internationale hit, die naast 127 weken in de Duitse hitlijsten, ook in Nederland (23 weken) en Vlaanderen (20 weken) scoorde. In Nederland werd een zevende positie gehaald, in de Vlaamse Ultratop was de tweede plaats de hoogste positie.
Zijn eerste soloalbum Here Today Gone Tomorrow kwam uit in 2010 op het Suol label. In oktober 2012 verscheen zijn tweede album op hetzelfde label, Sick Travellin. In 2014 bracht hij zijn derde album uit bij wederom het label Suol, Ways over Water.

## Discografie

### Albums
- Here Today Gone Tomorrow (Suol, 2010)
- Suol Mates (Suol, 2012)
- Sick Travellin’ (Suol, 2012)
- Ways Over Water (Suol, 2014)
- Grand Départ (Suol, 2016)
- Drown (Different Spring, 2018)
- True Colours (2020)
- Third Place (2024)

| Album met hitnotering(en) in de Vlaamse Ultratop 200 albums | Datum van verschijnen | Datum van binnenkomst | Hoogste positie | Aantal weken | Opmerkingen |
| ----------------------------------------------------------- | --------------------- | --------------------- | --------------- | ------------ | ----------- |
| Ways over water                                             | 17-10-2014            | 01-11-2014            | 95              | 1            |             |
| Grand départ                                                | 14-10-2016            | 22-10-2016            | 169             | 1            |             |

### Singles en ep's
- DJ Zky / Fritz Kalkbrenner – Stormy Weather (Cabinet Records, 2004)
- Paul & Fritz Kalkbrenner – Sky and Sand (BPitch Control, 2009)
- Chopstick & Johnjon feat. Fritz Kalkbrenner – A New Day (Baalsaal Music, 2009)
- Wingman EP (Baalsaal Music, 2009)
- The Dead End EP (Suol, 2010)
- Chopstick & Johnjon feat. Fritz Kalkbrenner – Keep On Keepin’ On (Suol, 2010)
- Facing the Sun (Suol, 2010)
- Kings in Exile (Suol, 2010)
- Right in the Dark (Suol, 2011)
- Wes EP (Suol, 2011)
- Get a Life (Suol, 2012)
- Little by Little (Suol, 2012)
- Back Home (Suol, 2014)
- Void (Suol, 2015)
- One of These Days (Suol, 2015)

| Single met hitnotering(en) in de Vlaamse Ultratop 50 | Datum van verschijnen | Datum van binnenkomst | Hoogste positie | Aantal weken | Opmerkingen          |
| ---------------------------------------------------- | --------------------- | --------------------- | --------------- | ------------ | -------------------- |
| Sky and sand                                         | 16-02-2009            | 31-01-2009            | 2(4wk)          | 20           | met Paul Kalkbrenner |
| Crossing borders                                     | 03-03-2014            | 29-03-2014            | tip49           | -            | met Booka Shade      |
| Back home                                            | 01-09-2014            | 27-09-2014            | tip39           | -            |                      |
| Void                                                 | 23-01-2015            | 21-02-2015            | tip54           | -            |                      |
| Inside                                               | 09-01-2017            | 11-02-2017            | tip             | -            |                      |
| Kings & queens                                       | 15-11-2019            |                       |                 |              |                      |

### NPO Radio 2 Top 2000
| Nummer met noteringen in de NPO Radio 2 Top 2000 | '15  | '16  | '17  | '18  | '19  | '20  | '21  | '22  | '23  | '24  |
| ------------------------------------------------ | ---- | ---- | ---- | ---- | ---- | ---- | ---- | ---- | ---- | ---- |
| Sky and Sand (met Paul Kalkbrenner)              | 1633 | 1410 | 1388 | 1346 | 1342 | 1277 | 1227 | 1228 | 1239 | 1185 |

1. ↑  Een vetgedrukt getal geeft de hoogste notering aan.
2. ↑  2015 was het eerste jaar met een notering voor dit nummer.